# Klaus Ernst (Mediziner, 1924)
Klaus Ernst (* 18. Juni 1924 in Zürich; † 3. November 2010) war ein Schweizer Psychiater.
Der Sohn des Literaturwissenschaftlers Fritz Ernst begann zuerst ein Biologiestudium, studierte dann aber Medizin und absolvierte 1952 das Staatsexamen an der Universität Zürich. 1954 wurde er promoviert. Er arbeitete an der Psychiatrischen Universitätsklinik Zürich. 1959 wurde er Chefarzt des Nervensanatoriums Hohenegg in Meilen. 1964 wurde er habilitiert. Von 1968 bis 1970 war er ärztlicher Direktor der Klinik Neurheinau. Von 1970 bis 1989 war Ernst ärztlicher Direktor der Psychiatrischen Universitätsklinik Zürich und ordentlicher Professor für Psychiatrie an der Universität Zürich.

## Schriften (Auswahl)
- Psychopathologische Wirkungen des Phenothiazinderivates „Largaetil“ (=„Megaphen“) im Selbstversuch und bei Kranken. In: Archiv für Psychiatrie und Nervenkrankheiten. Bd. 192 (1954), H. 6, S. 573–590, doi:10.1007/BF00344703 (Dissertation, Universität Zürich, 1954).
- Die Prognose der Neurosen: Verlaufsformen und Ausgänge neurotischer Störungen und ihre Beziehungen zur Prognostik der endogenen Psychosen. (120 jahrzehntelange Katamnesen poliklinischer Fälle) (= Monographien aus dem Gesamtgebiete der Neurologie und Psychiatrie. H. 85). Springer, Berlin 1959 (Habilitationsschrift, Universität Zürich, 1959).
- Praktische Klinikpsychiatrie für Ärzte und Pflegepersonal. Springer, Berlin 1981, ISBN 3-540-10783-5.